# Vésicule vitteline
 (mai 2020).
Si vous disposez d'ouvrages ou d'articles de référence ou si vous connaissez des sites web de qualité traitant du thème abordé ici, merci de compléter l'article en donnant les références utiles à sa vérifiabilité et en les liant à la section « Notes et références ».
La vésicule vitelline (ou lécithocèle) est une réserve de matière nutritive présente au début de la vie de certains organismes. La vésicule vitelline est dérivée de l'endoderme et du mésoderme lors du développement des annexes embryonnaires.
La nutrition s'effectuant grâce à cette vésicule vitelline est appelée lécithotrophie.

## Chez les poissons
Chez le poisson nouvellement éclos, on parle d'un sac vitellin, une excroissance de l'intestin sous la forme d'une poche ventrale qui permet à l'alevin de pouvoir subsister le temps qu'il s'adapte à son nouvel environnement en y puisant les réserves dont il a besoin.

## Formation de la vésicule vitelline chez les mammifères placentaires
La vésicule vitelline, chez les embryons placentaires, dérive de cellules endodermiques migratrices issues de l'hypoblaste vers la moitié de la 2e semaine de gestation. Avant l'apparition de la vésicule vitelline, l'embryon consiste en un disque embryonnaire didermique (ou bilaminaire, également appelé blastoderme bilaminaire) entouré par le trophoblaste. Le trophoblaste ne délimite pas uniquement le disque embryonnaire, il renferme aussi une cavité appelée la cavité blastocystaire (ou blastocèle). Le tout forme alors le blastocyste, avec le disque embryonnaire d'un côté (au pôle embryonnaire) et la cavité de l'autre (pôle ambembryonnaire).
Le disque embryonnaire didermique, comme son nom l'indique, est constitué de deux feuillets primaires : l'épiblaste (qui délimité la cavité amniotique, alors en expansion) et l'hypoblaste. Les cellules migratrices envoyées par l'hypoblaste, au cours de leur migration le long de la paroi du blastocèle (consistant en des cellules de trophoblaste, plus exactement de la couche cytotrophoblastique), s’aplatissent et finissent par délimiter une nouvelle cavité qu'est la vésicule vitelline. Cette première étape forme la vésicule vitelline primaire.